# Erioptera surinamensis
Erioptera surinamensis är en tvåvingeart som beskrevs av Alexander 1947. Erioptera surinamensis ingår i släktet Erioptera och familjen småharkrankar. Inga underarter finns listade i Catalogue of Life.